# Paradaemonia andina
Paradaemonia andina är en fjärilsart som beskrevs av Anton Heinrich Fassl 1920. Paradaemonia andina ingår i släktet Paradaemonia och familjen påfågelsspinnare. Inga underarter finns listade i Catalogue of Life.